# Unternehmen Trio
Das Unternehmen Trio war eine deutsche Operation zur Partisanenbekämpfung im Jahr 1942 auf dem jugoslawischen Kriegsschauplatz während des Zweiten Weltkriegs. Es wurde in den Teiloperationen „Trio I“ (22. – 29. April) zum Entsatz der belagerten Stadt Rogatica und „Trio II“ (2. – 15. Mai) zur Jagd auf Partisanenverbände im Bereich zwischen Sarajevo, Goražde, Foča und Kalinovik durchgeführt. Der Name des Unternehmens leitete sich von der Tatsache ab, dass die deutsche Wehrmacht, die italienische Armee und die kroatische Heimwehr gemeinsam vorgingen.

## Hintergrund

### Besatzungsherrschaft in Jugoslawien
Am 6. und 7. April 1941 begann mit dem Luftangriff auf Belgrad durch die Wehrmacht der Balkanfeldzug, worauf die jugoslawische Armee bereits am 17. April bedingungslos kapitulierte. Es folgte die Zerschlagung des Königreichs Jugoslawien und die Besetzung durch Truppen der Achsenmächte. Noch während des laufenden Feldzugs erklärten die kroatischen faschistischen Ustascha in Zagreb am 10. April die Abspaltung ihres neuen Unabhängigen Staates Kroatien (NDH) und schlossen sich in der Folge den Achsenmächten an. Jugoslawien wurde zwischen dem NDH sowie den vier Besatzungsmächten aufgeteilt. Zwischen April und August 1941 bildete sich in Jugoslawien eine vielschichtige Widerstandsbewegung heraus, die sich zunächst hauptsächlich in Kroatien und Bosnien-Herzegowina gegen die antiserbischen, antibosniakischen, antisemitischen und ziganophoben Gewaltexzesse der Ustascha richteten. Ab Juli kam es aber auch zu Aufständen gegen die Deutschen in Serbien und gegen die Italiener in Montenegro. Die wichtigsten Gruppen der Widerstandsbewegung waren hierbei die von der Kommunistischen Partei Jugoslawiens organisierte Partisanenbewegung unter Befehl von Josip Broz Tito sowie die serbisch-nationalistischen Tschetnik-Verbände von Draža Mihailović.

### Dynamik der Achsenmächte in Jugoslawien
Innerhalb der Allianz der Achsenmächte kam es in Jugoslawien früh zu mehreren Konflikten zwischen den drei Hauptmächten Deutschland, Italien und Kroatien, wobei sich die italienische Besatzungsmacht besonders häufig von den Ansichten ihrer deutschen und kroatischen Verbündeten entfernte. Die italienische 2. Armee intervenierte in ihrer eigenen Besatzungszone gegen Gewaltverbrechen der kroatischen Ustascha und baute früh eine Reihe von Nichtangriffsabkommen mit lokalen Tschetnik-Banden auf, die im Gegenzug für eine Tolerierung der italienischen Besatzungsherrschaft Waffenlieferungen und Rückzugsräume in der italienischen Zone erwarten durften.

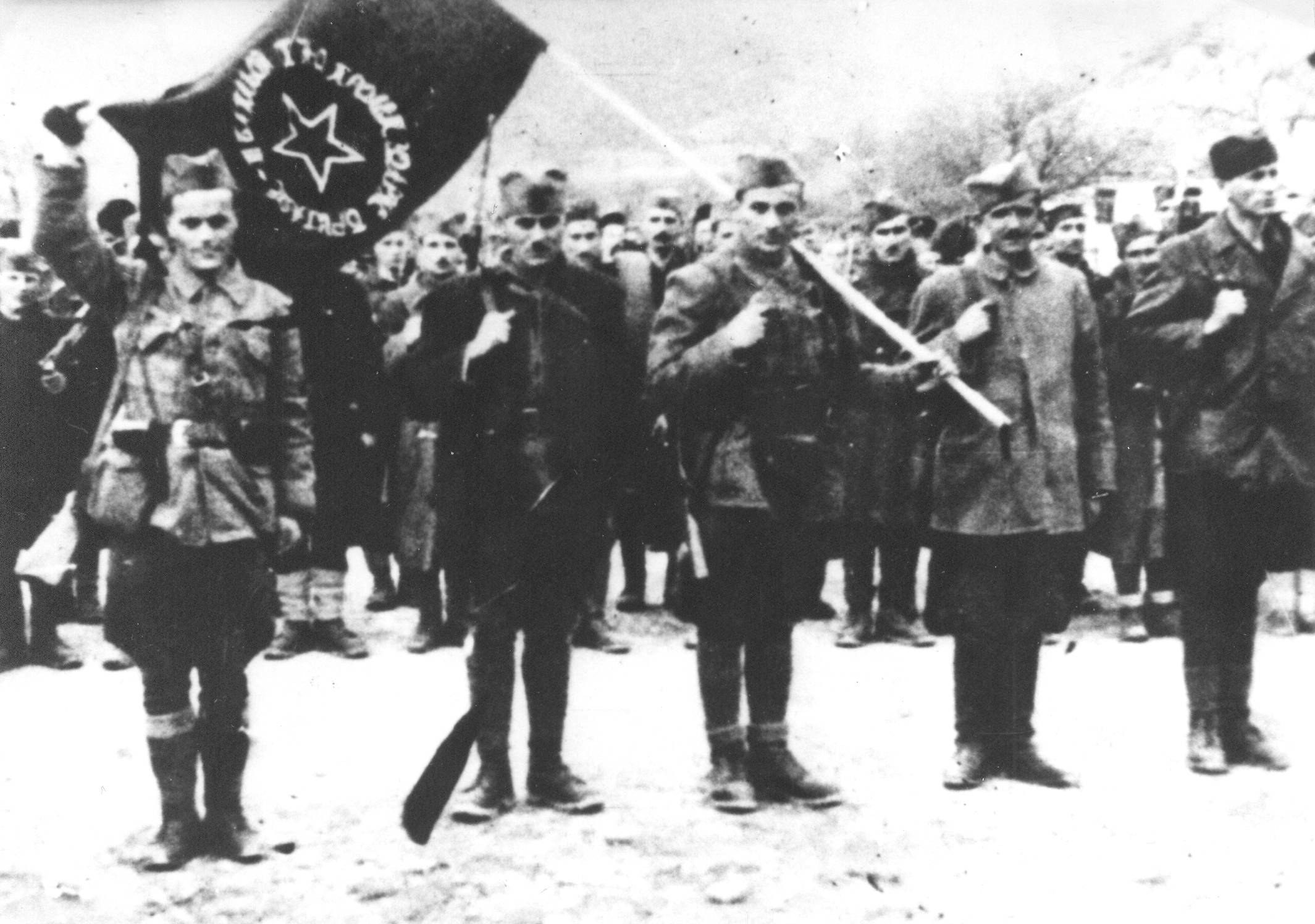
Partisanen in Foča, 5. März 1942

Obwohl sich die deutschen Behörden tendenziell auf die Seite Kroatiens stellten und den Alleingang der 2. Armee zurückdrängen wollten, befahl das Oberkommando der Wehrmacht mit einer zusätzlichen Weisung vom 15. Dezember 1941, den ganzen NDH-Staat künftig der Zuständigkeit der 2. Armee zu überlassen, da die Rückschläge an der Ostfront die Verlegung weiterer deutscher Großverbände in die Sowjetunion nötig machten. Obwohl ein solcher Totalrückzug aus Jugoslawien letztlich nicht erfolgte, konzentrierten sich die Deutschen jetzt stärker auf den Versuch einer direkten militärischen Kooperation mit Italien. Im Januar 1942 führten die Deutschen das Unternehmen „Südostkroatien“ durch, in welchem die italienische Beteiligung die Erwartungen der deutschen Truppenführer nicht erfüllte. Trotzdem konnte die Operation den Großteil der Partisanenarmee aus dem nördlichen Ostbosnien vertreiben und zu einem Rückzug nach Südostbosnien zwingen. Im Gebiet der Stadt Foča kontrollierten die Partisanen zusammenhängende Gebiete, die von ihnen als Republik Foča bezeichnet wurden.

## Operationsgeschichte

### Planung der Operation
OKW-Chef Keitel hatte am 4. Februar, als Reaktion auf die Führerweisung vom 15. Dezember und Kuntzes Beschwerde vom 21. Januar, einen Brief an sein italienisches Pendant, Ugo Cavallero, gerichtet und ein grundlegend koordiniertes Vorgehen im NDH-Staat vorgeschlagen. Die deutsche Delegation legte in Vorbesprechungen am 24. und 27. Februar die eigene Agenda fest und entschied sich, ein gleichzeitiges Angriffsunternehmen mit separaten deutschen und italienischen Vorstößen im gleichen Operationsgebiet zu bewerben. Die Verhandlungen fanden am 2./3. März 1942 im Hauptquartier der 2. Armee in Abbazia (heute: Opatija) statt, wo sich schnell der Hegemonialanspruch der Italiener zeigte. Der italienische Armeebefehlshaber Mario Roatta bekam in den abschließenden Vereinbarungen sowohl das Zugeständnis, deutsche Truppen während der Operation einem italienischen Oberbefehl zu unterstellen und sogar die Berechtigung, nach eigenem Gutdünken gewonnene NDH-Gebiete an die Ustascha zurückgeben oder einbehalten zu dürfen, was die Italiener effektiv berechtigte, ihr Einflussgebiet auf Kosten der Ustascha zu erweitern. Obwohl diese Demütigung der Kroaten von Hitler während Kuntzes Besuch in Deutschland (6. – 13. März) kritisiert wurde, stimmte der deutsche Diktator final am 17. März der Vereinbarung vom 3. März zu. Dass die Italiener bereits zu diesem Zeitpunkt planten, Ostbosnien auf Kosten der Ustascha in italienische und nationalserbische Einflusssphären aufzuteilen und letztere den Tschetniks zu überlassen, erfuhr die deutsche Seite erst Anfang April. Für die Führung der 2. Armee stellte das Unternehmen Trio die beste Chance dar, das letztlich nicht verwirklichte Ziel, sich dauerhaft nördlich der deutsch-italienischen Demarkationslinie festzusetzen.
In einer weiteren Besprechung der beiden Seiten am 28./29. März in Ljubljana eröffnete Roatta den Deutschen, mit den Tschetniks in Verhandlungen treten zu wollen – obwohl er in der am 3. März zugestimmt hatte, einer deutscherseits präferierten harten Linie gegen die Tschetniks zu folgen –, weil die Ustascha dies ihrerseits mit nationalistischen Rebellen in der Herzegowina auch getan hätten. Beide Seiten planten und drohten mit dem Abbruch der Operationsvorbereitungen, bis das italienische Oberkommando am 6. April einlenkte und gegenüber den Tschetniks zur deutschen Linie vom 3. März zurückkehrte.
Obwohl Roatta versuchte, mit Hinweis auf die Verspätung seiner Verbände den Operationsbeginn des gemeinsamen Angriffs zu verschieben, setzte sich Bader am 19. April über seinen nominellen Befehlshaber hinweg und befahl für den 22. April den Angriffsbeginn des Unternehmens „Trio“. Trio wurde in zwei Teiloperationen geteilt, „Trio I“ und „Trio II“.

### Trio I
Das Ziel von „Trio I“ (22. – 29. April) war es, Rogatica zu erreichen und die Partisanen in der Gegend zu vernichten. Das Hauptergebnis der Operation war es, den Belagerungsring um die Stadt zu brechen und die kroatische Garnison in Rogatica zu entsetzen.

### Trio II
Unternehmen „Trio II“ (italienischer Deckname: „Foca“) ging vom 2. bis zum 15. Mai 1942 und wurde im Gebiet zwischen Sarajevo, Goražde, Foča und Kalinovik mit vier Divisionen der Achsenmächte durchgeführt. Die deutsche 718. Infanterie-Division rückte aus Nordosten südwestwärts, während drei italienische Divisionen („Taurinense“, „Pusteria“, „Cacciatori delle Alpi“) aus verschiedenen Richtungen weiter südlich angriffen. Die deutschen und kroatischen Kräfte kooperierten in Ostbosnien, während die Italiener und die mit ihnen verbündeten Tschetniks und montenegrinischen Nationalisten in der Herzegowina kämpften. Dies geschah zunächst unter der Aufsicht der deutschen Kampfgruppe Bader und damit unter Befehl eines deutschen Offiziers, aber schon am 3. Mai revanchierten sich die Italiener für die deutsch-kroatischen Winkelzüge während der Operationsplanung, indem Ugo Cavallero alle drei Divisionen der Kampfgruppe entzog und dem italienischen VI. Korps unterstellte. Nach einer Intervention des Verbindungsgeneral Rintelen revidierte Cavallero seine Entscheidung zumindest insofern, dass die 5. Gebirgsdivision „Pusteria“ bei der Kampfgruppe Bader verblieb.
Im Verlauf des Unternehmens „Trio II“ schafften es die Achsenmächte wiederum nicht, größere Feindkräfte zu stellen. Die Partisanen schafften es, die Verzögerung im Aufmarsch der Division „Cacciatori delle Alpi“ zu nutzen und südwärts zu entkommen. Tito und sein Stab setzten sich über Žabljak nach Plužine ab. Wiederum zeigte sich, dass die regulären Infanterieverbände der Achsenmächte für den Einsatz in den jugoslawischen Gebirgszügen nur begrenzt geeignet waren, was das Durchkämmen der Bergregionen nach Partisanenstützpunkten erheblich erschwerte. In der Rückschau fanden die deutschen Stäbe die Begründung für den Rückschlag in der unzureichenden Zahl deutscher Verbände, in der Schwerfälligkeit der zivilen und militärischen Ustascha-Führer und im Scheitern der Italiener, den Partisanen rechtzeitig den Weg zu verstellen. Die Partisanen räumten Foča am 10. Mai.
Am 15. Mai wurde in gegenseitigem Einvernehmen zwischen OKW und Comando Supremo das Unternehmen „Trio II“/„Foca“ eingestellt.

## Kriegsverbrechen
Nachdem die drei Hauptachsenmächte den Kriegsschauplatz seit Herbst 1941 (Deutsche, Italiener) bzw. Sommer 1941 (Ustascha) mit brutalen Kriegsverbrechen überzogen hatten, war das Unternehmen „Trio“ für zumindest die Deutschen die erste Operation, in der ein kooperativerer Umgang mit Zivilisten ausprobiert wurde, um mittel- bis langfristig den Zulauf der Widerstandsbewegungen einzudämmen. Geiselerschießungen als Sühne, die Verbrennung von Behausungen und die Exekution von Überläufern, die allesamt im Jahr 1941 in Jugoslawien zum Tagesgeschäft der Wehrmacht gehört hatten, wurden für „Trio“ untersagt. General Bader gab zu Operationsbeginn den für jugoslawische Verhältnisse höchst ungewöhnlichen Befehl, dass die deutschen Truppen alle Verstöße gegen das Kriegsrecht durch eigene oder verbündete Soldaten zu ahnden hätten. Die 718. Infanterie-Division nahm als Ergebnis dieses Befehls mindestens sieben Ustascha-Milizionäre fest, um sie an Kriegsverbrechen gegen die serbische Zivilbevölkerung zu hindern.
„Trio“ markierte damit den Beginn einer mehrmonatigen Entspannungsphase in der deutschen Besatzungspolitik in Jugoslawien, die bis zum Oktober 1942 (Kommandobefehl) andauerte.
Die Schwarze Legion der Ustascha beging in Vlasenica viele Vergewaltigungen und massakrierte mindestens 890 Zivilisten, besonders Serben und Juden.

## Nachspiel

### Politische Krise der Partisanenbewegung
Trotz der für die Achsenmächte militärisch enttäuschenden Operationen war der Mai 1942 nichtsdestotrotz auch für die Tito-Partisanen eine krisenbehaftete Phase des Kriegs. Obwohl die Zerstörung der politischen Machtbasis des Tschetnik-Führers Jezdemir Dangić, die den Partisanen gemeinsam mit den Ustascha im April 1942 gelungen war, eigentlich eine gute Nachricht für Tito war, bedeutete das zeitgleiche Überlaufen der meisten Dangić-Tschetniks zu den Partisanen die Unterwanderung der politischen Verlässlichkeit der Partisanenabteilungen in den Ozren-Bergen Ostbosniens, die militärische Befehle weiter befolgten, aber politideologische Weisungen verweigerten. Der bosnische Partisanenführer Svetozar Vukmanović-Tempo wurde zu den ostbosnischen Abteilungen geschickt, um diese zu disziplinieren, musste aber vor der abtrünnigen Abteilung fliehen. Nachfolgend entzog sich die Ozren-Abteilung endgültig dem Befehl der Partisanenführung.
Weiterhin wurden die Partisanen im April und Mai vom Unternehmen „Trio“ der Achsenmächte stark belastet; viele der Anfang des Jahres aufgestellten Freiwilligenabteilungen zerfielen nach nur kurzen Feindkontakten, woraufhin viele der Freiwilligen entweder desertierten oder zu den Tschetniks überliefen. Der Überläufertrend befiel auch einige reguläre Partisanenabteilungen, wodurch die ehemalige Hochburg in den Romanija-Bergen praktisch kampflos in die Hände der Tschetniks fiel.
Im Juni führten die Deutschen das Unternehmen „Zenica“ (3. – 22. Juni 1942) gegen die Stadt Zenica durch.

### Offensive der Tschetniks in Montenegro
Da sich die Partisanen vor den Achsentruppen des Unternehmens „Trio“ erneut zurückziehen mussten, wurden auch die Probleme in Montenegro akut, welches nun vor dem Hintergrund der Vertreibung aus Ostbosnien endgültig zur wichtigsten Partisanenhochburg wurde. Tito zog sich mit seinem Stab ab dem 10. Mai von Foča in Richtung Montenegro zurück. Die Aktivität der Tschetnik-Gruppen, die im Februar in Montenegro in die Offensive gegangen waren und im April eine Koalition geschmiedet hatten, engte die Partisanen jetzt im Nordwesten des Landes ein. Der Versuch, das am 23. Februar verlorene Kolašin am 16. Mai zurückzuerobern, endete in einer Niederlage der Partisanen.
Die Tschetnik-Führer Đurišić und Stanišić traten daraufhin zum Gegenangriff an, um das verbliebene Partisanengebiet in Nordwestmontenegro zu erobern. Die Tschetnik-Offensive verlief so vielversprechend, dass Mihailović sich Ende Mai eilig nach Montenegro begab, um den als wahrscheinlich erachteten Sieg mitzuerleben. Nach der erfolgreichen Verdrängung der Partisanen schlossen der montenegrinische Tschetnik-Koalitionsführer Blažo Đukanović am 24. Juli einen Vertrag mit dem italienischen Militärgouvernour Pirzio Biroli, in dem die einzelnen Truppenführer (Đurišić, Stanišić, Popović) jeweils eigene von den Italienern anerkannte Einflusssphären zugewiesen bekamen. Außerdem verpflichtete sich die Besatzungsmacht, die Besoldung eigener Streitmächte von 1.500 Mann pro Tschetnik-Führer zu finanzieren. Die italienische Besatzungsmacht in Montenegro verzichtete damit formell sowohl auf die territoriale als auch auf die militärische Alleinherrschaft im eigenen Gebiet. Dieses Kondominium zwischen Italienern und montenegrinischen Tschetniks verringerte zwar die Gewaltakte in Montenegro, erregte aber wiederum das Misstrauen der Deutschen und Kroaten, welche die Verhandlungen ihrer italienischen Verbündeten mit den Tschetniks nicht gutheißen wollten.
Zwischen dem 31. Mai und 4. Juni 1942 führte die 7. Kompanie des Regiments Brandenburg kurz nach der Beendigung von „Trio“ das Unternehmen „Forstrat“ durch. Das Ziel war es, Draža Mihailović, der zu diesem Zeitpunkt den Deutschen als der gefährlichste Gegner galt, tot oder lebendig zu fangen. Die Operation schlug fehl.

### Teilrückzug der 2. Armee
Nach dem für die Italiener unzufriedenstellenden Ergebnis des Unternehmens „Trio“ kam es im Verlauf des Mai in Rom zu Vorbereitungen, sich dem Kriegsschauplatz im NDH-Staat weiter zu entziehen, um eigene Verluste zu verringern und mehr Ressourcen für Dalmatien und Slowenien freizumachen, wo eine weitverzweigte Widerstandsbewegung gegen die italienische Besatzungsmacht aktiv war.
Am 9. Mai entzog das italienische Oberkommando die 2. Armee der Aufsicht des Heeresgeneralstabs und unterstellte sich die Armee direkt, die jetzt die Zusatzbezeichnung Oberkommando der Streitkräfte Slowenien-Dalmatien (italienisch Comando Superiore delle Forze Armate Slovenia-Dalmazia), kurz ‚Supersloda‘, erhielt. Cavallero beorderte Roatta am 18. Mai nach Rom und beauftragte ihn, die 2. Armee defensiver aufzustellen, um zwei Divisionen zur Rückführung nach Italien freizumachen. Kurz zuvor hatte der italienische Außenminister Galeazzo Ciano am 13. Mai im Gespräch mit dem NDH-Finanzminister Vladimir Košak angedroht, man könne die gesamte 2. Armee abzuziehen und durch zwei Divisionen der faschistischen „Schwarzhemden“ ersetzen. Stattdessen begann mit den Instruktionen Cavalleros an Roatta der Teilrückzug der 2. Armee aus der Zone III.

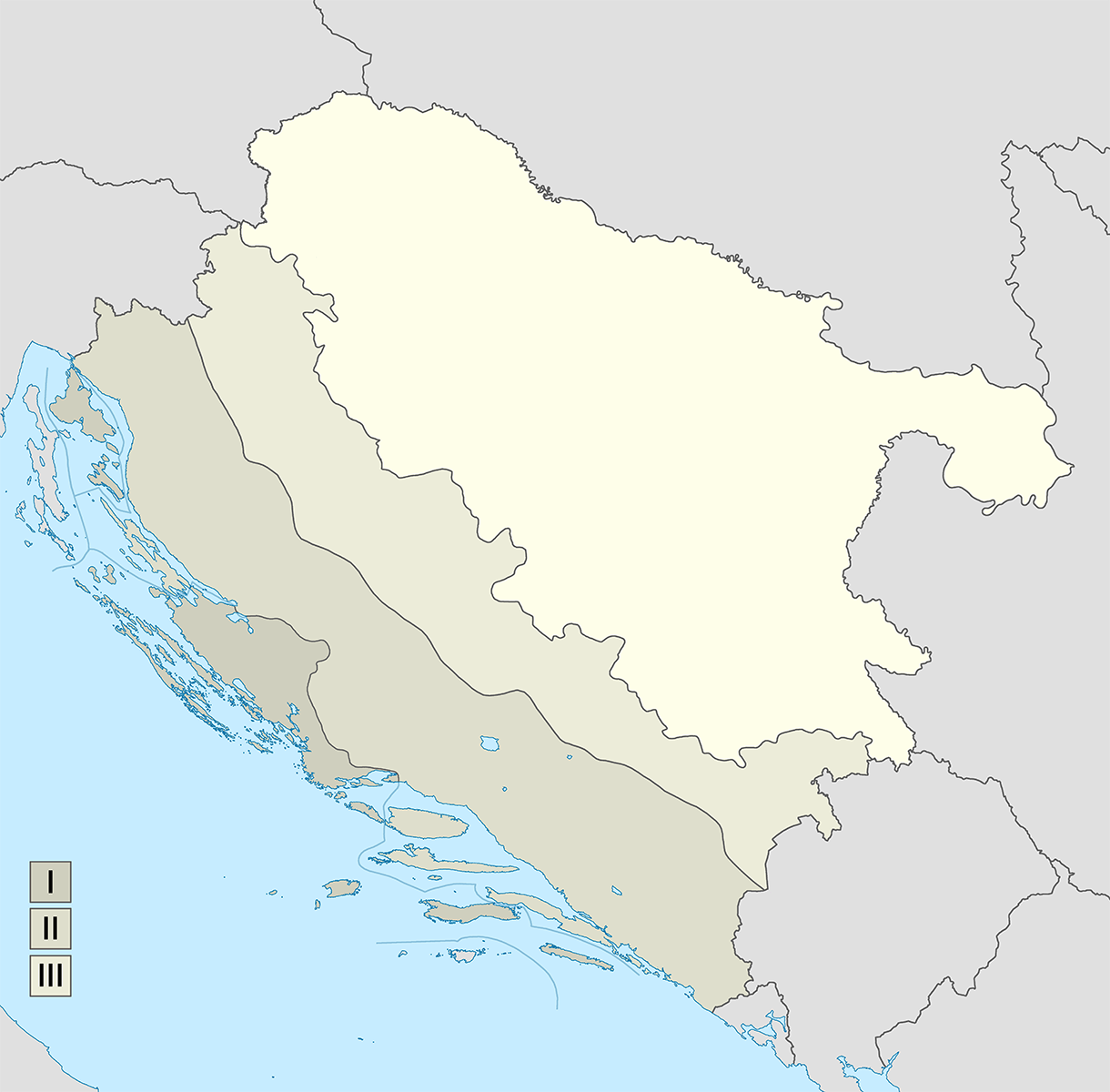
Besatzungszonen der 2. Armee im NDH-Staat; 1942 debattierten italienische Kommandeure die Zukunft ihrer Truppen in den Zonen II und III.

Die Truppen der 2. Armee evakuierten in kurzer Folge Bosanski Petrovac (25. Mai), Drvar (30. Mai), Prozor (1. Juni) und Glamoč (1. Juni). Die Divisionen „Taurinense“ und „Perugia“ wurden in der anschließenden Umgruppierung von Bosnien nach Montenegro verlegt, wo wiederum die Divisionen „Taro“ und „Pusteria“ für Aufgaben im italienischen Mutterland freigemacht wurden. Unter den italienischen Korpskommandeuren entbrannte ein Tauziehen um die künftige Doktrin, da Quirino Armellini (XVIII. Korps) eine rein defensive Aufstellung in Zone I und kleinen Teilen der Zone II bewarb, während Renzo Dalmazzo (VI. Korps) die aggressive Vorneverteidigung favorisierte, um die Kollaborationswilligkeit der Tschetniks zu erhalten.
Den schlechten Stand der deutsch-italienischen Beziehungen zu diesem Zeitpunkt belegt die Tatsache, dass der Rückzug der 2. Armee zu keinem Zeitpunkt mit den Deutschen koordiniert wurde. Kasche und Glaise-Horstenau waren auf NDH-Politiker angewiesen, um über die Truppenbewegungen der Italiener auf dem Laufenden zu bleiben. Die deutschen Diplomaten in Rom und Zagreb waren darüber hinaus schlecht mit den deutschen Kommandanten in Belgrad koordiniert, sodass der Wehrmachtbefehlshaber Südost den seit Ende Mai laufenden Rückzug der Italiener erst mit drei Wochen Verspätung überhaupt zur Kenntnis nahm und erst am 2. Juli beim OKW darüber zu berichten vermochte.
Am 19. Juni unterzeichneten die Italiener und die Kroaten in Zagreb ein Abkommen über die Modalitäten des italienischen Rückzugs, wodurch der NDH-Staat einige zwischenzeitlich aufgegebene Hoheitsrechte zurückerhielt.

## Nachwirkung
In der jugoslawischen Nachkriegshistoriographie galt „Trio“ als die dritte feindliche Offensive.